# Đinh Văn Dũng
Đinh Văn Dũng (sinh ngày 21 tháng 10 năm 1983) là một trọng tài chuyên nghiệp người Việt Nam, hiện đã nghỉ hưu vào năm 2016, đã từng cầm còi tại giải bóng đá chuyên nghiệp cao nhất của Việt Nam V.League 1. Đinh Văn Dũng từng lọt top 5 trọng tài trẻ xuất sắc nhất châu Á khóa 2008-2010. Ông từng bắt chính các trận đấu: V.League 2, V.League 1, Siêu Cúp Quốc gia, AFC CUP, AFC Champion League và một số trận đấu tại Vòng loại World Cup.

## Sự nghiệp
Trọng tài FIFA Đinh Văn Dũng, sinh ngày 21/10/1983. Tại xã Giao Thịnh, huyện Giao Thủy, tỉnh Nam Định. Ông học hết cấp 1 tại Nam Định trước khi cùng gia đình di chuyển vào xã Bắc Sơn, huyện Trảng Bom, tỉnh Đồng Nai sinh sống. Sau khi tốt nghiệp Đại Học, ông không theo công việc kỹ sư Ngành Điện Tử Viễn Thông mà gắn bó với nghiệp thể thao. Năm 2008, ông được Liên Đoàn Bóng Đá Việt Nam gửi sang Kuala Lumpur (Malaysia) để theo học khóa đào tạo trọng tài dự án Tương Lai (Project Future) của Liên Đoàn bóng đá Châu Á - AFC, nhiệm vụ trọng tâm là tạo ra lớp trọng tài trẻ điều hành World Cup 2022 tại Qatar.
Ông Đinh Văn Dũng là một trong số ít các trọng tài bóng đá Việt Nam có trình độ ngoại ngữ Tiếng Anh giao tiếp tốt và tham gia rất nhiều khóa huấn luyện trọng tài và các giải đấu quốc tế như Vòng loại FIFA World Cup, AFC Champion League, AFC Cup, East Asian Games...
Năm 2010 ông tốt nghiệp khóa học và lọt tốp 5 trọng tài trẻ xuất sắc nhất châu Á, và được cử sang Anh để được các trọng tài hàng đầu tại Premier League huấn luyện. Năm 2012 ông chính thức cầm còi trên đầu tiên tại V-League, giải bóng đá chuyên nghiệp cao nhất tại Việt Nam. Từ năm 2013 đến 2015 ông được Liên Đoàn Bóng Đá thế giới công nhận đẳng cấp Trọng tài Quốc Tế FIFA. Năm 2016, vì bất đồng quan điểm với những người điều hành bóng đá Việt Nam, đặc biệt là ban trọng tài, ông đã chính thức tuyên bố giải nghệ và gia nhập ngành kinh doanh trong lĩnh vực bán lẻ và sửa chữa ô tô.

## Thống kê
Các trận đấu thống kê được từ 2013–2016
- AFC Champions League – AFC Cup

| Ngày     | Giải | Đội chủ nhà        | Kết quả | Đội khách              | Vai trò          |
| -------- | ---- | ------------------ | ------- | ---------------------- | ---------------- |
| 01/04/14 | AFC  | Fanja              | 0 - 0   | Al Nejmeh              | Trọng tài thứ tư |
| 19/03/14 | ACL  | Beijing Guoan      | 2 - 1   | Central Coast Mariners | Trọng tài thứ tư |
| 11/03/14 | AFC  | Lion City Sailors  | 1 - 1   | Persipura              | Trọng tài thứ tư |
| 26/02/14 | AFC  | Pune               | 2 - 2   | Nay Pyi Taw            | Trọng tài thứ tư |
| 24/04/13 | AFC  | Churchill Brothers | 0 - 4   | Kitchee                | Trọng tài thứ tư |
| 10/04/13 | ACL  | Beijing Guoan      | 0 - 1   | Bunyodkor              | Trọng tài thứ tư |
| 02/04/13 | ACL  | Jiangsu FC         | 2 - 0   | Buriram United         | Trọng tài thứ tư |
| 12/03/13 | AFC  | Warriors           | 2 - 4   | Kitchee                | Trọng tài thứ tư |

- Cấp độ đội tuyển Quốc Gia:

| Ngày     | Giải | Đội chủ nhà | Kết quả | Đội khách  | Vai trò         |
| -------- | ---- | ----------- | ------- | ---------- | --------------- |
| 17/11/15 | WQA  | Singapore   | 1 - 2   | Syria      | Fourth official |
| 13/10/15 | WQA  | Myanmar     | 3 - 1   | Laos       | Fourth official |
| 03/09/15 | WQA  | Australia   | 5 - 0   | Bangladesh | Fourth official |

- Giải đấu cấp các CLB trong nước V-League:

| Ngày     | Giải | Đội chủ nhà       | Kết quả | Đội khách         | Vai trò          |
| -------- | ---- | ----------------- | ------- | ----------------- | ---------------- |
| 18/09/16 | V.1  | Hai Phong         | 3 - 0   | Sông Lam Nghệ An  | Trọng tài thứ tư |
| 11/09/16 | V.1  | Sai Gon           | 4 - 0   | Dong Thap         | Trọng tài thứ tư |
| 04/09/16 | V.1  | Thanh Hóa         | 2 - 2   | Than Quang Ninh   | Trọng tài thứ tư |
| 28/08/16 | V.1  | Binh Duong        | 3 - 2   | Long An           | Trọng tài thứ tư |
| 21/08/16 | V.1  | Sai Gon           | 0 - 2   | Binh Duong        | Trọng tài thứ tư |
| 17/08/16 | V.1  | Sanna Khanh Hoa   | 3 - 0   | Hai Phong         | Trọng tài thứ tư |
| 13/08/16 | V.1  | Hai Phong         | 2 - 1   | Ha Noi            | Trọng tài thứ tư |
| 07/08/16 | V.1  | Binh Duong        | 1 - 3   | Hai Phong         | Trọng tài thứ tư |
| 30/07/16 | V.1  | Sanna Khanh Hoa   | 0 - 1   | Quang Nam         | Trọng tài thứ tư |
| 24/07/16 | V.1  | Than Quang Ninh   | 2 - 1   | Long An           | Trọng tài        |
| 10/07/16 | V.1  | Sai Gon           | 1 - 0   | Song Lam Nghe An  | Fourth official  |
| 03/07/16 | V.1  | Sanna Khanh Hoa   | 1 - 1   | Binh Duong        | Trọng tài        |
| 25/06/16 | V.1  | Binh Duong        | 0 - 3   | Thanh Hóa         | Fourth official  |
| 20/09/15 | V.1  | Da Nang           | 0 - 0   | Thanh Hóa         | Fourth official  |
| 13/09/15 | V.1  | Thanh Hóa         | 0 - 1   | Hai Phong         | Trọng tài        |
| 28/08/15 | V.1  | Binh Duong        | 5 - 2   | Thanh Hóa         | Fourth official  |
| 23/08/15 | V.1  | Hai Phong         | 1 - 2   | Ha Noi            | Trọng tài        |
| 16/08/15 | V.1  | Can Tho           | 0 - 3   | Sanna Khanh Hoa   | Fourth official  |
| 08/08/15 | V.1  | Quang Nam         | 2 - 1   | Da Nang           | Trọng tài        |
| 02/08/15 | V.1  | Thanh Hóa         | 2 - 1   | Song Lam Nghe An  | Trọng tài        |
| 19/07/15 | V.1  | Dong Thap         | 1 - 2   | Hai Phong         | Fourth official  |
| 15/07/15 | V.1  | Binh Duong        | 1 - 2   | Sanna Khanh Hoa   | Trọng tài        |
| 11/07/15 | V.1  | Quang Nam         | 2 - 2   | Ha Noi            | Fourth official  |
| 05/07/15 | V.1  | Sanna Khanh Hoa   | 2 - 3   | Thanh Hóa         | Trọng tài        |
| 27/07/14 | V.1  | Quang Nam         | 1 - 3   | Binh Duong        | Fourth official  |
| 27/07/14 | V.1  | HV An Giang       | 1 - 2   | Than Quang Ninh   | Fourth official  |
| 22/06/14 | V.1  | Thanh Hóa         | 2 - 2   | Hoang Anh Gia Lai | Fourth official  |
| 15/06/14 | V.1  | Quang Nam         | 1 - 0   | Long An           | Trọng tài        |
| 04/05/14 | V.1  | Long An           | 1 - 2   | Song Lam Nghe An  | Trọng tài        |
| 26/04/14 | V.1  | Hoang Anh Gia Lai | 4 - 5   | Da Nang           | Trọng tài        |

Tính trên tất cả các giải đấu chuyên nghiệp.

## Giải thưởng cá nhân
- Top 5 trọng tài trẻ xuất sắc nhất châu Á khóa 2008 - 2010